# Mähri Geldiýewa
Mähri Geldiýewa, z domu Öwezowa (ur. 4 kwietnia 1973) – turkmeńska szachistka, arcymistrzyni od 1998 roku.

## Kariera szachowa
W 1993 r. zdobyła w Calicut brązowy medal mistrzostw świata juniorek w kategorii do 20 lat, natomiast w 1998 r. zajęła III m. (za Xu Yuhua i Evą Repkovą-Eid) w indywidualnych mistrzostwach Azji kobiet, rozegranych w Kuala Lumpur. W 2009 r. podzieliła II m. (za Shadi Paridar, wspólnie z Mitrą Hejazipour) w otwartym turnieju w Sari oraz zdobyła tytuł mistrzyni Turkmenistanu.
Pomiędzy 1994 a 2010 wystąpiła w siedmiu szachowych olimpiadach (za każdym razem na I szachownicy), dwukrotnie (1996, 1998) zdobywając złote medale za wyniki indywidualne.
Najwyższy ranking w karierze osiągnęła 1 stycznia 1999 r., z wynikiem 2339 punktów dzieliła wówczas 76-77. miejsce na światowej liście FIDE, jednocześnie zajmując 1. miejsce wśród turkmeńskich szachistek.